# Joanna Strzałka
Joanna Strzałka (ur. 7 września 1968 w Knurowie) – polska szachistka.

## Kariera szachowa
W latach 80. XX wieku należała do ścisłej czołówki polskich juniorek. W 1983 r. zdobyła w Katowicach tytuł mistrzyni Polski do 17 lat, natomiast w następnym roku zdobyła w Poznaniu brązowy medal w tej samej kategorii wiekowej. Była również dwukrotną srebrną medalistką młodzieżowych mistrzostw Polski (Augustów 1986, Nowy Sącz 1988). Trzykrotnie awansowała do finałów indywidualnych mistrzostw Polski kobiet, w latach 1986 (Konin – X m.), 1987 (Wrocław – XII m.) oraz 1989 (Poznań – XV m.). W 1989 r. zdobyła w Miętnych brązowy medal mistrzostw Polski w szachach błyskawicznych.
Reprezentowała Polskę na mistrzostwach świata i Europy juniorek w różnych kategoriach wiekowych, w latach 1984 (Chapigny, Francja; MŚ do 16 lat – V m.), 1986 (Baile Herculane, Rumunia; ME do 20 lat – V m. oraz Wilno, ZSRR; MŚ do 20 lat – IX m.) i 1987 (Baguio, Filipiny; MŚ do 20 lat – VII m.).
Najwyższy ranking w karierze osiągnęła 1 stycznia 1987 r., z wynikiem 2170 punktów dzieliła wówczas 9-10. miejsce (wspólnie z Barbarą Kaczorowską) wśród polskich szachistek. Od 1993 r. nie uczestniczy w turniejach klasyfikowanych przez Międzynarodową Federację Szachową.